# Frederic Soler i Hubert
|  | «Pitarra» redirigeix aquí. Vegeu-ne altres significats a «Pitarra (desambiguació)». |

Frederic Soler i Hubert (Barcelona, 9 d'octubre de 1839 - Barcelona, 4 de juliol de 1895), fou un dramaturg, poeta i empresari teatral. És també conegut pel pseudònim de Serafí Pitarra, tot i que també va emprar els de Jaume Giralt, Simón Oller, Miguel Fernández de Soto o Enric Carreras.

## Biografia

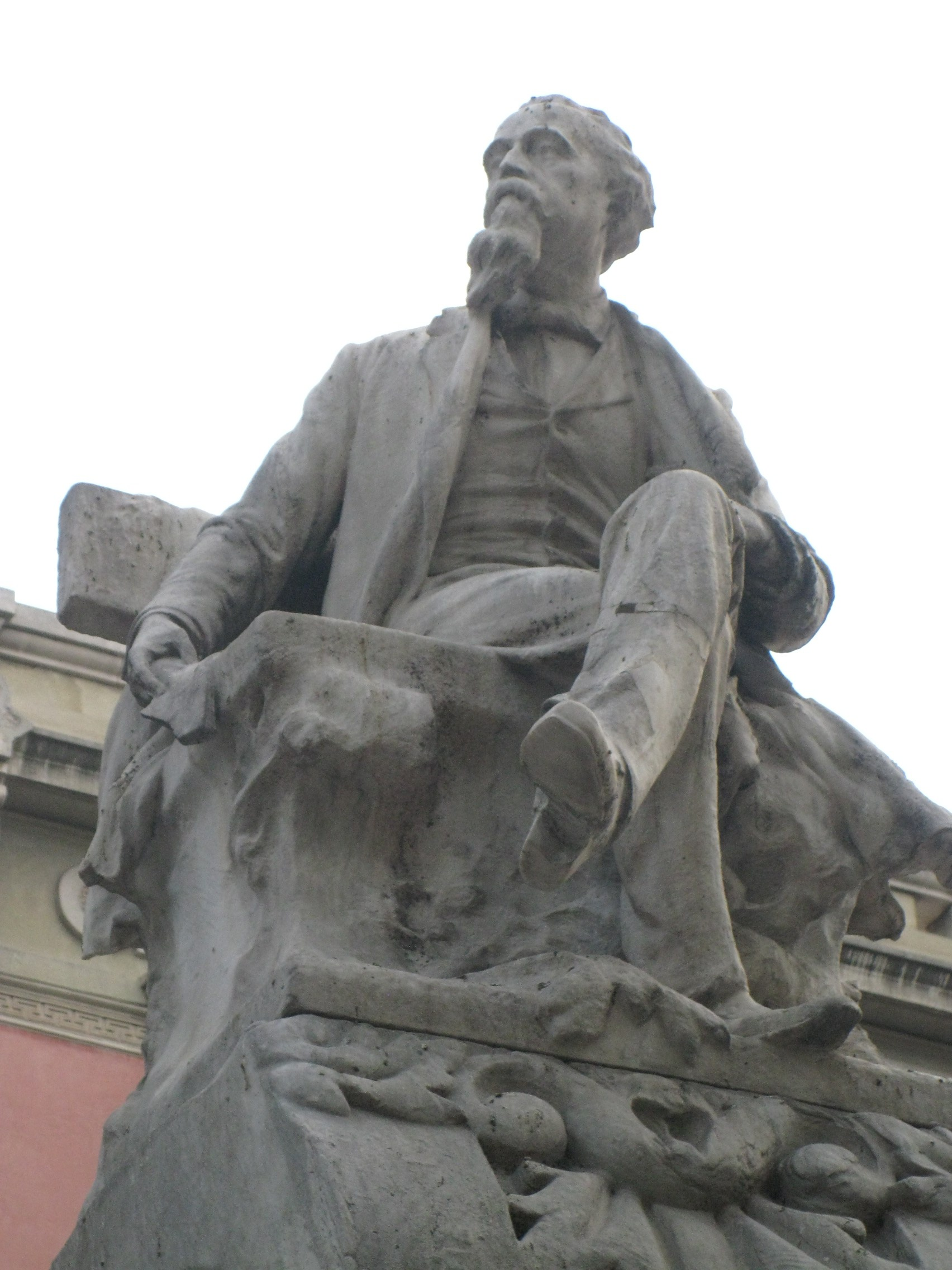
Monument a Serafí Pitarra al Pla del Teatre de la Rambla de Barcelona, obra de l'escultor Agustí Querol i l'arquitecte Pere Falqués (1906).

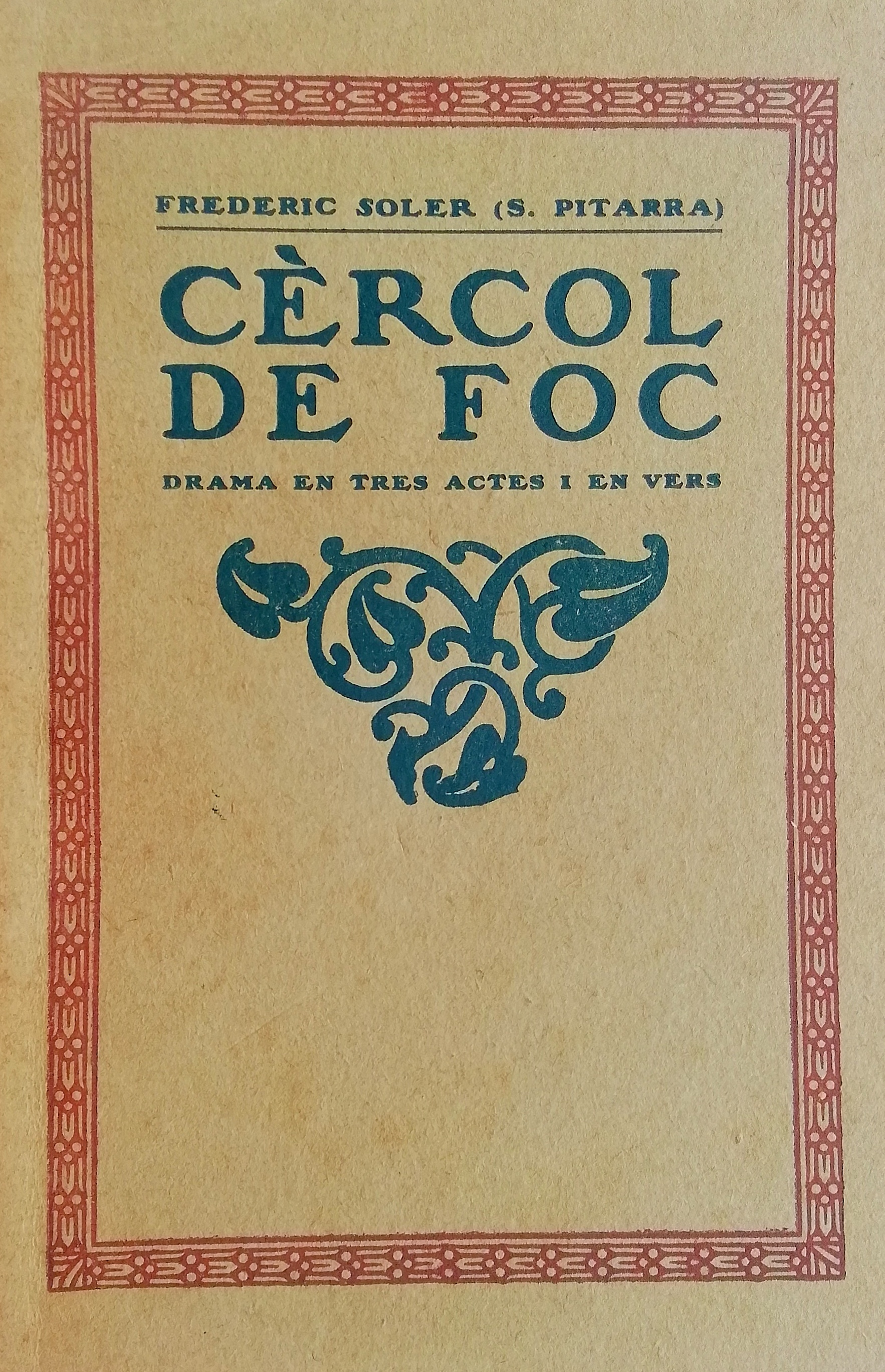
Cèrcol de Foc, drama en tres actes i en vers d'en Serafí Pitarra. Estrenat l'any 1881 al Teatre Català (Romea), llibre publicat a Barcelona l'any 1913

Va néixer a Barcelona, al número 19 del carrer de Cremat Gran —en una casa del barri de la Ribera de la qual eren propietaris el seu pare Josep Soler i Esquirol, fuster, i Magdalena Hubert Oleo, la seva mare, natural de Maó, que va morir als 22 anys de sobrepart el 29 de març de 1842, quan ell tenia tres anys. Als nou anys, orfe també de pare, es va traslladar a viure amb el seu oncle, Carles Hubert, propietari d'una rellotgeria al barri Gòtic barceloní, al carrer d'Escudellers, on vivien molts emigrats francesos, com la mateixa dona d'Hubert, Marie Garçon. Soler va deixar l'escola als catorze anys per fer-se càrrec de la rellotgeria després de la mort del seu oncle i va compaginar el treball de rellotger amb la seva afició pel teatre.
Als quinze anys va debutar com a actor en una companyia d'afeccionats, i es va anar fent popular en els cercles artístics com a actor, còmic i poeta. La seva primera obra, Per un casament, la va acabar el 1856. La seguí Don Jaume el Conquistador, escrita aquest mateix any, paròdia d'una obra en castellà d'Antoni Altadill. Va ser aleshores quan va començar a utilitzar el pseudònim que el va fer famós, Serafí Pitarra. A la rebotiga de la rellotgeria van començar a fer-se reunions informals de joves escriptors i artistes de l'època. Entre ells es trobaven Anselm Clavé, Valentí Almirall, Víctor Balaguer, Josep Feliu i Codina, etc. José Zorrilla, gran amic de Pitarra, va fixar-hi la seva residència durant quatre anys. Es va casar amb Albina de las Casas Bergnes, filla de Bernat-Agustí de las Casas, propietari dels Jardins de Tívoli (va ser el primer teatre Tívoli), on es feien representacions teatrals i també concerts. La mare d'Albina, Rosa Bergnes de las Casas, era germana bessona de l'hel·lenista, editor i rector de la Universitat de Barcelona Antoni Bergnes de las Casas. La família De las Casas era també francesa, descendent de Lluís VI i emparentada amb el biògraf de Napoleó, comte de las Casas. La parella Soler-de las Casas va tenir dos fills: Blanca i Ernest; aquest darrer va ser un conegut pintor, escultor i escriptor.

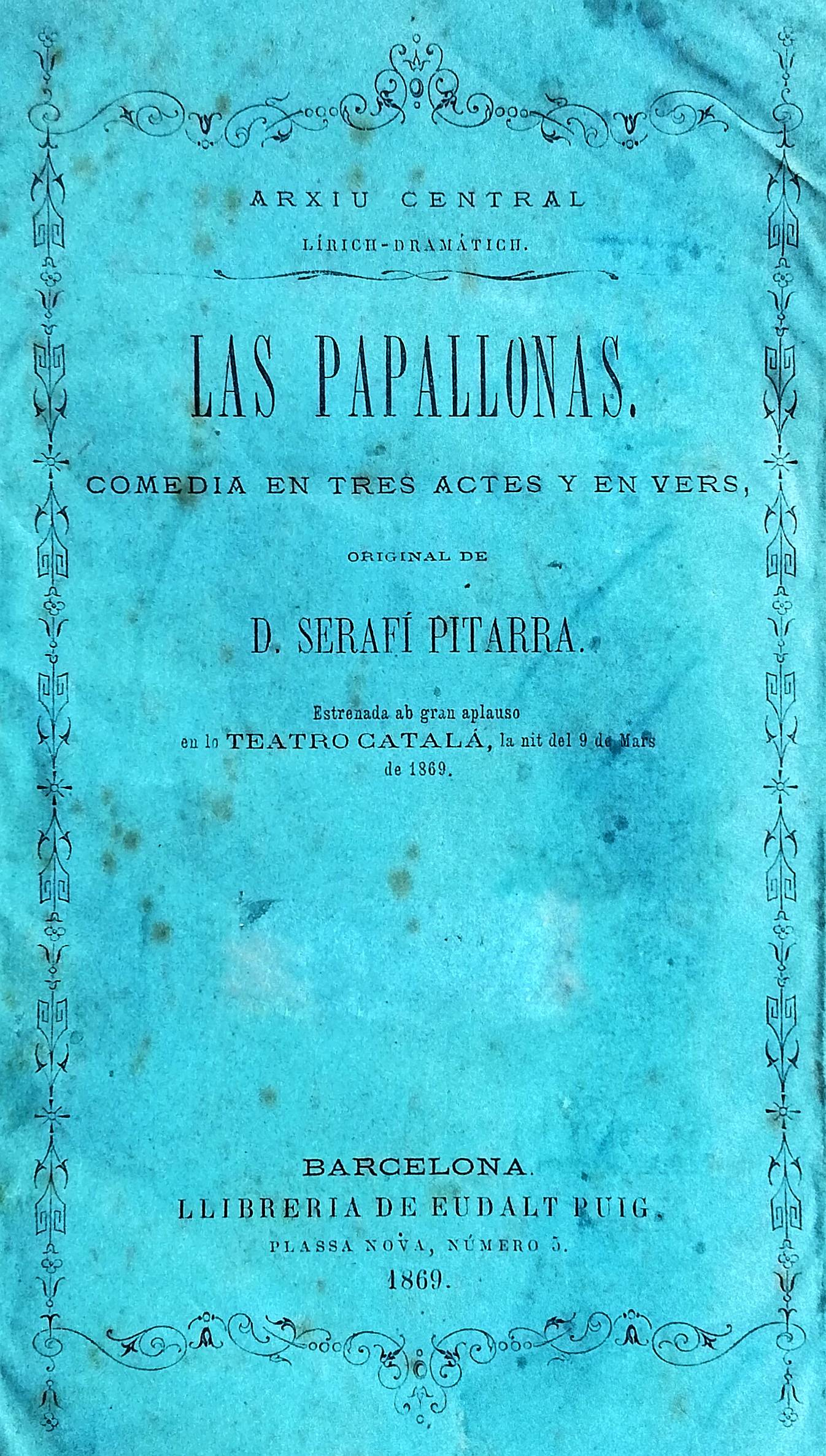
Coberta de la primera edició de Les Papallones, comèdia en tres actes i en vers, publicada a Barcelona. Obra estrenada al Teatre Català l'any 1869.

La primera obra de Pitarra estrenada en un escenari va ser L'esquella de la Torratxa, gatada amb música de Joan Sariols. Amb aquesta estrena, el 24 de febrer de 1864 al teatre Odeon de la ciutat comtal, es van iniciar les representacions teatrals en català. L'obra, paròdia del drama històric "La Campana de la Almudaina" de Joan Palou i Coll, va aconseguir un èxit rotund, que va fer que la Llibreria Espanyola publiqués una col·lecció amb sis de les obres de Soler sota el títol de Singlots poètics. L'esquella de la Torratxa i cinc obres més del mateix Soler, totes sota el pseudònim de Serafí Pitarra i en una llengua que es feia dir "el català que ara es parla", el català del carrer, per contraposició al català encarcarat i arqueològic que pretenien recuperar els poetes dels Jocs Florals.
La primera etapa de l'obra dramàtica de Soler es caracteritza per la sàtira i la paròdia del mateix gènere teatral i dels esdeveniments de l'època. A aquest període pertanyen obres com La pau d'Espanya (1860), en la qual ironitza sobre la campanya del general Prim a l'Àfrica, o Lo castell dels tres dragons (1865), en la qual, mitjançant la paròdia, intenta desmitificar la figura clàssica de l'heroi. Era clar que el públic responia i que calia aprofitar aquell èxit comercial. A l'octubre d'aquell mateix any, el teatre Odeon anunciava la formació d'una secció catalana: una companyia creada expressament per representar les obres en català, la Secció La Gata.

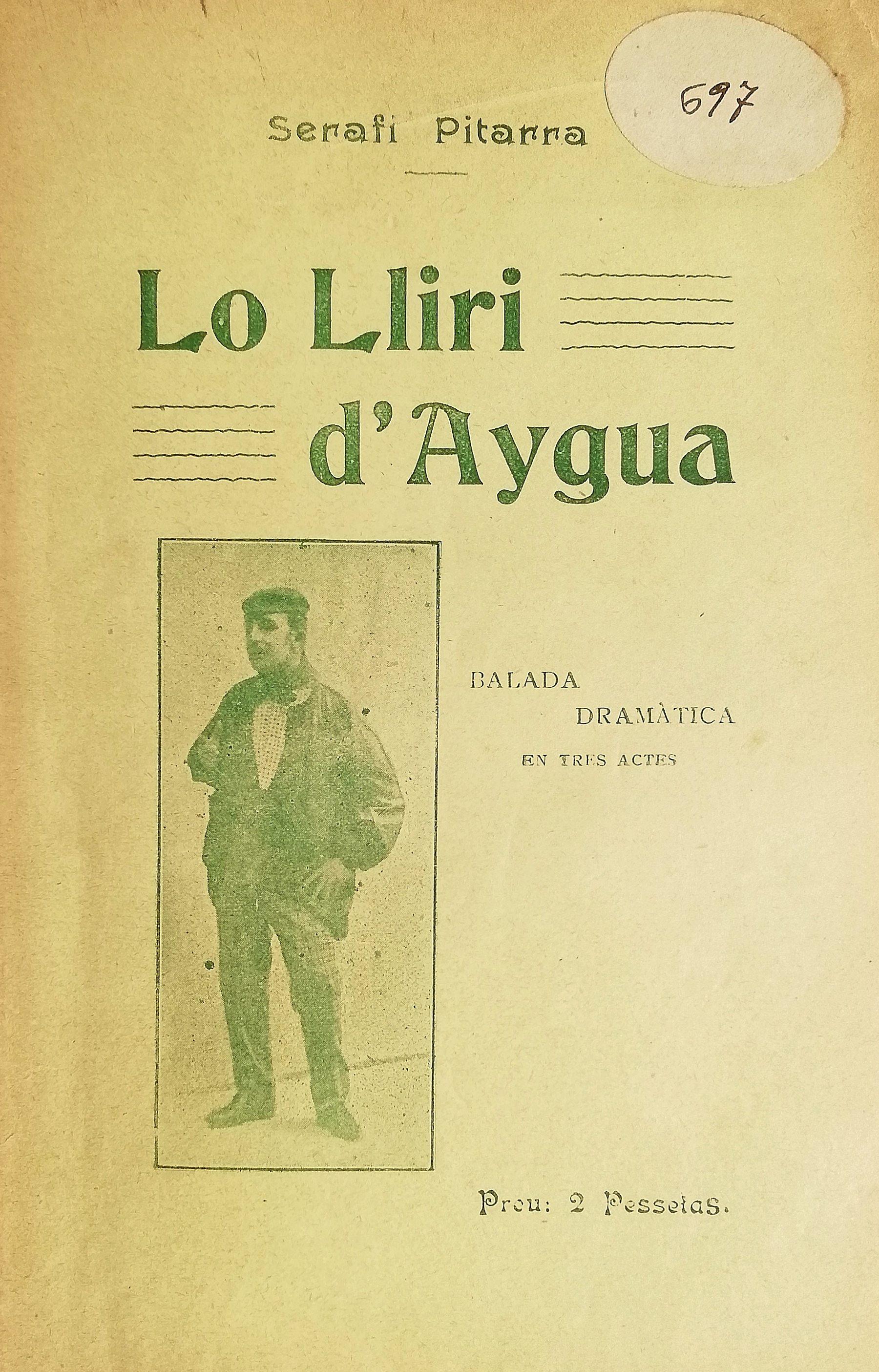
Lo Lliri d'Aigua de Serafí Pitarra, balada dramàtica en tres actes estrenada al teatre Romea de Barcelona l'any 1886

El 1865 va adquirir el Teatre Romea i s'hi va traslladar, hi va crear una companyia especialitzada en obres en català: la Secció Catalana. Gràcies a l'èxit de les seves obres, Soler va acabar sent empresari i director artístic d'aquest teatre. Hi va estrenar el 3 d'octubre de 1867 La rosa blanca, una altra de les seves obres d'èxit.
La seva segona etapa com a dramaturg es va iniciar el 1866, amb l'estrena de Las joyas de la Roser encara que anteriorment ja havia escrit La cinta carmesí (1856), que va dedicar a la que, amb el temps, seria la seva mare política, Rosa Bergnes de las Casas. Durant aquest període, l'obra de Soler fa un gir cap al conservadorisme. Soler es va mostrar contrari a la república i va advocar per la Restauració; aquesta postura queda palesa en l'obra Lo sagristá de Sant Roch (1863). De tota manera, es va mostrar sempre fidel al catalanisme, com es pot veure en el seu cèlebre poema dedicat als herois de 1714 El Fossar de les moreres i també a la introducció del llibre de poesia Nits de Lluna.
A més de la seva faceta com a dramaturg, Soler també va practicar la poesia. Va guanyar en tres ocasions els Jocs Florals i el 1875 va ser investit Mestre en Gai Saber. El 1882 va ser l'encarregat de presidir els Jocs Florals. Va publicar diversos volums de poesia, com Nits de Lluna, el 1886. El 1888, any de l'exposició Universal de Barcelona, rebé la condecoració de la Real Academia de la Lengua, que li va ser lliurada per la reina regent M. Cristina d'Habsburg-Lorena.
L'any 1880 Soler compra la rectoria de la parròquia de Cervelló, la restaurà i l'amplià, a partir d'aleshores l'antiga masia s'anomena Mas Pitarra. Allà hi passa els estius i convida als seus amics lletraferits, actors, músics i artistes fent bones vetllades amb tertúlies que podien durar dies.
Les pressions de la crítica tornaven a fer efecte en un ànim tan sensible com el de Soler. El camí que abandonava aquest cop, però, hauria pogut suposar per al nostre teatre l'adopció de la comèdia sociològica de tall realista, en voga als països veïns, i una renovació teatral, que, malauradament, hagué d'esperar encara uns anys, mentre Soler tornava a les formes del tot caducades del drama històric i s'extraviava per les vies de drames místics com Judas (1889), que li portaren més deshonor que alegries. D'altra banda, la rivalitat amb Àngel Guimerà va tenir una de les seves expressions més significatives amb l'estrena de Jesús (1894) com a reacció al Jesús de Natzaret de Guimerà. Frederic Soler va morir d'un atac de cor el 4 de juliol de 1895, amargat i sentint-se postergat per les noves tendències dramàtiques, quan encara no havia complert cinquanta-sis anys. Fou sepultat al Cementiri del Poblenou, al mateix panteó que Josep Anselm Clavé. Anys més tard (cap a 1960), les seves restes foren portades a una tomba pròpia al Cementiri de Montjuïc (Via de Sant Josep, agrupació II, tomba menor 120).
El 1907, gràcies a una subscripció popular, es va inaugurar a la Rambla de Barcelona un monument en honor seu, realitzat per l'escultor Agustí Querol. Un retrat seu forma part de la Galeria de Catalans Il·lustres de l'Ajuntament de Barcelona.

## Fons
El fons personal de Frederic Soler es troba al Museu de les Arts Escèniques de l'Institut del Teatre de Barcelona, que s'ha encarregat de la seva catalogació.

## Obra dramàtica
Obres satíriques i paròdiques de joventut (representades en cercles privats):
1856
- Per un casament, sàtira escrita a l'edat de 17 anys.
- Don Jaume el Conquistador, "sàtira implacable dels drames històrics, amb un llenguatge vulgar i atrevit, assolí un gran èxit." Fou representada en "cercles estrictament privats", pel seu contingut vulgar i satíric.[9]
- Don Pere d'Aragó o l'engrendrement de Don Jaume el Conquistador, la continuació de l'anterior obra, tot i que menys reeixida.
- Las temptacions de Sant Antoni, "sàtira procaç".[10]

Obres representades públicament:
1864
- La esquella de la torratxa. Música de Joan Sariols. Estrenada al Teatre Odeon de Barcelona. Havia estat estrenada privadament i era una paròdia de la Campana de l'Almudaina. Forma part del cicle dels «Singlots poètics» o gatades.
- Ous del dia. Gatada en un acte, en vers i «en català del que ara es parla». Estrenada al Teatre del Camps Elisis, el 18 de juliol de 1864. ( llegiu-lo)
- La butifarra de la llibertat. Gatada en un acte, en vers i «en català del que ara es parla». Estrenada al Teatre Tívoli, l'1 de setembre de 1864.
- La vaquera de la piga rossa. Gatada en dos actes, en vers i «en català del que ara es parla». Estrenada al Teatre dels Camps Elisis de Barcelona, el dia 2 de setembre de 1864. És una paròdia de La vaquera de la Finojosa, original d'Íñigo López de Mendoza (Marquès de Santillana).
- Lo cantador. Gatada cavalleresca en dos actes, en vers i «en català del que ara es parla». Estrenada al Teatre Odeon el 12 d'octubre de 1864. És una paròdia del drama El trovador, d'Antonio García Gutiérrez.
- Les pindoles de Holloway o la pau d'Espanya (Las Píldoras de Holloway, ó La pau d'Espanya: segona part de la Butifarra de la llibertat : suposició cómica en un acte en vers y en catalá del que ara 's parla, escrita y representada ab gran aplauso durant la guerra de África, en 1860). Estrenada al Teatre Odeon el 10 de novembre de 1864 (1886).[11]
- La venjansa de la Tana. Gatada en un acte, en vers i «en català del que ara es parla». Estrenada al Teatre Odeon el 30 de novembre de 1864. És una paròdia del drama Venganza catalana, d'Antonio García Gutiérrez.
- Lo punt de las donas. Quadre de costums en dos actes, en vers i «en català del que ara es parla». Música de Joan Sariols. Estrenat al Teatre Odeon de Barcelona, el 22 de desembre de 1864.

1865

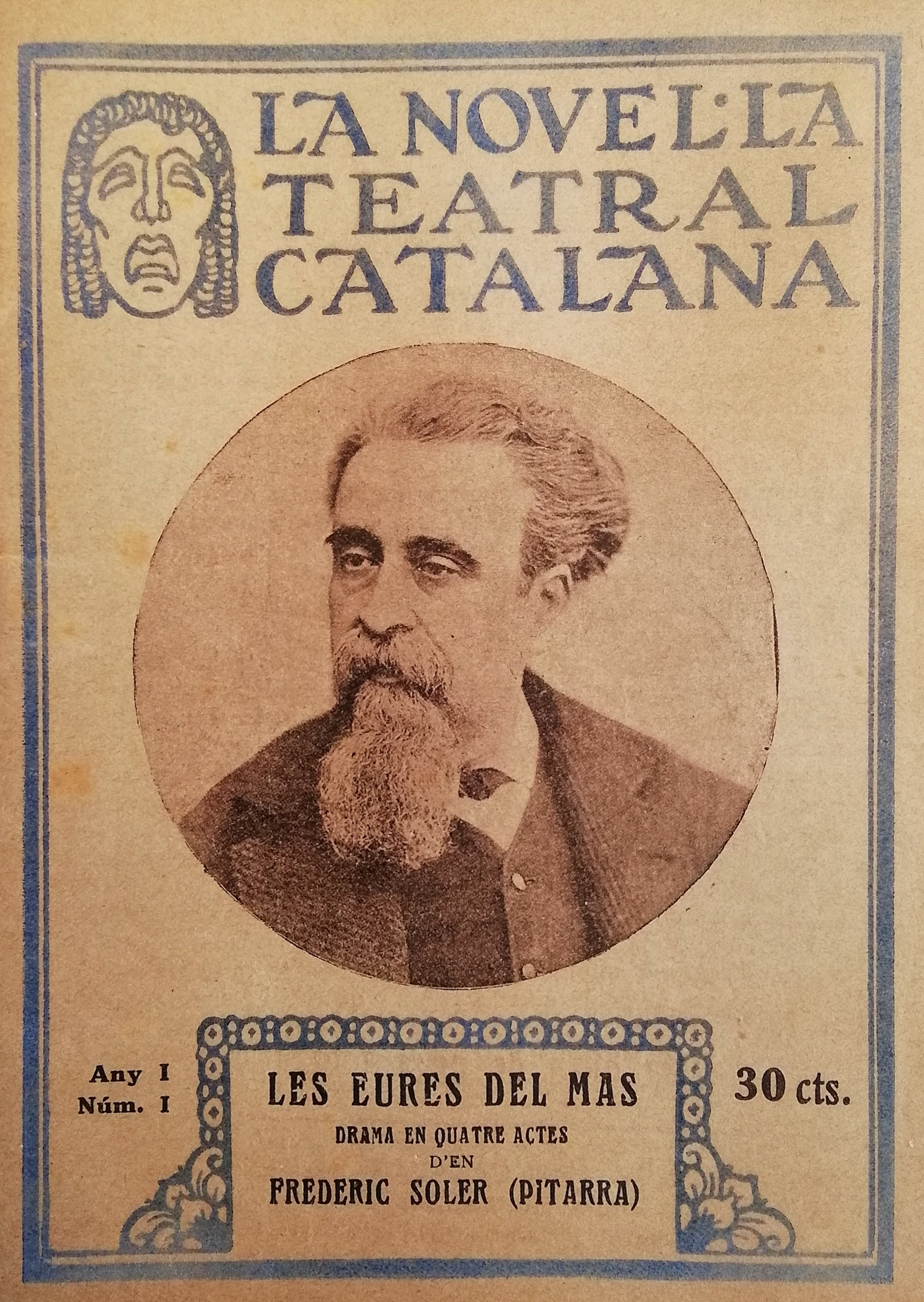
Les heures del mas, drama en quatre actes, edició publicada a Barcelona per La Novel·la Teatral Catalana l'any 1918

- Les heures del mas, drama en quatre actes, edició publicada a Barcelona per La Novel·la Teatral Catalana l'any 1918Un barret de riallas. Peça en un acte i en vers, estrenada al Teatre Odeon, el 3 de febrer de 1865.
- Lo boig de las campanillas. Gatada en un acte i en vers, estrenada al Teatre Odeon el 24 de febrer de 1865. És una paròdia de la sarsuela El loco de la buhardilla, llibret original de Narciso Serra.
- Lo castell dels tres dragons. Gatada cavalleresca en dos actes, en vers, i «en català del que ara es parla». Estrenada al Teatre Odeon el 28 d'abril de 1865.
- Las carabassas de Mont-roig. Comèdia en dos actes, en vers, i «en català del que ara es parla». Estrenada al Teatre de Varietats de Barcelona el 8 de juliol de 1865.
- Liceistas y cruzados. Comèdia en dos actes, en vers, i «en català del que ara es parla», estrenada al Teatre de Varietats de Barcelona el 7 d'agost de 1865.
- Un mercat de Calaf. Joguina en dos actes i en vers, i «en català del que ara es parla», estrenada al Teatre Odeon el 30 de novembre de 1865.
- En Joan Doneta. Quadre de costums, en un acte, en vers i «en català del que ara es parla», estrenat al Teatre Odeon el 14 de desembre de 1865.

1866
- Los Héroes y las grandesas. Gran disbarat o paròdia de l'alta tragèdia grega en dos actes i en vers. Estrenada al Teatre Odeon de Barcelona, l'1 de març de 1866.
- Las joyas de la Roser. Drama en tres actes i vers. Estrenada al Teatre Odeon de Barcelona, el 6 d'abril de 1866.
- ¡O rey o res! Drama històric en tres actes i en vers. Estrenat al Teatre de Varietats de Barcelona, el 30 de juliol de 1866.
- Cosas del oncle! Joguina en un acte, en vers i «en català del que ara es parla». Estrenada al Teatre Odeon de Barcelona, el 3 d'octubre de 1866.
- Si us plau per forsa. Proverbi en dos actes i en vers, estrenat al Teatre Odeon el 3 d'octubre de 1866.
- Las modas. Drama de costums en tres actes i en vers, estrenat al Teatre Odeon el 20 de desembre de 1866.

1867
- La rosa blanca. Drama en tres actes i en vers. Estrenat al Teatre Català Romea el 3 d'octubre de 1867.
- Lo gran qué. Estrenada el 28 de desembre al Teatre Romea de Barcelona.

1868
- La sabateta al balcó. Comèdia en dos actes i en vers, Estrenada al Teatre Odeon, el 10 de febrer de 1868.
- Las francesillas. Comèdia en tres actes i en vers. Estrenada al Teatre Romea, el 8 d'octubre de 1868.
- L'últim rey de Magnolia. Òpera cómica en tres actes i en vers, amb música de Joseph Teodoro Vilar. Estrenada al Teatre Romea, l'1 de desembre de 1868.

1869

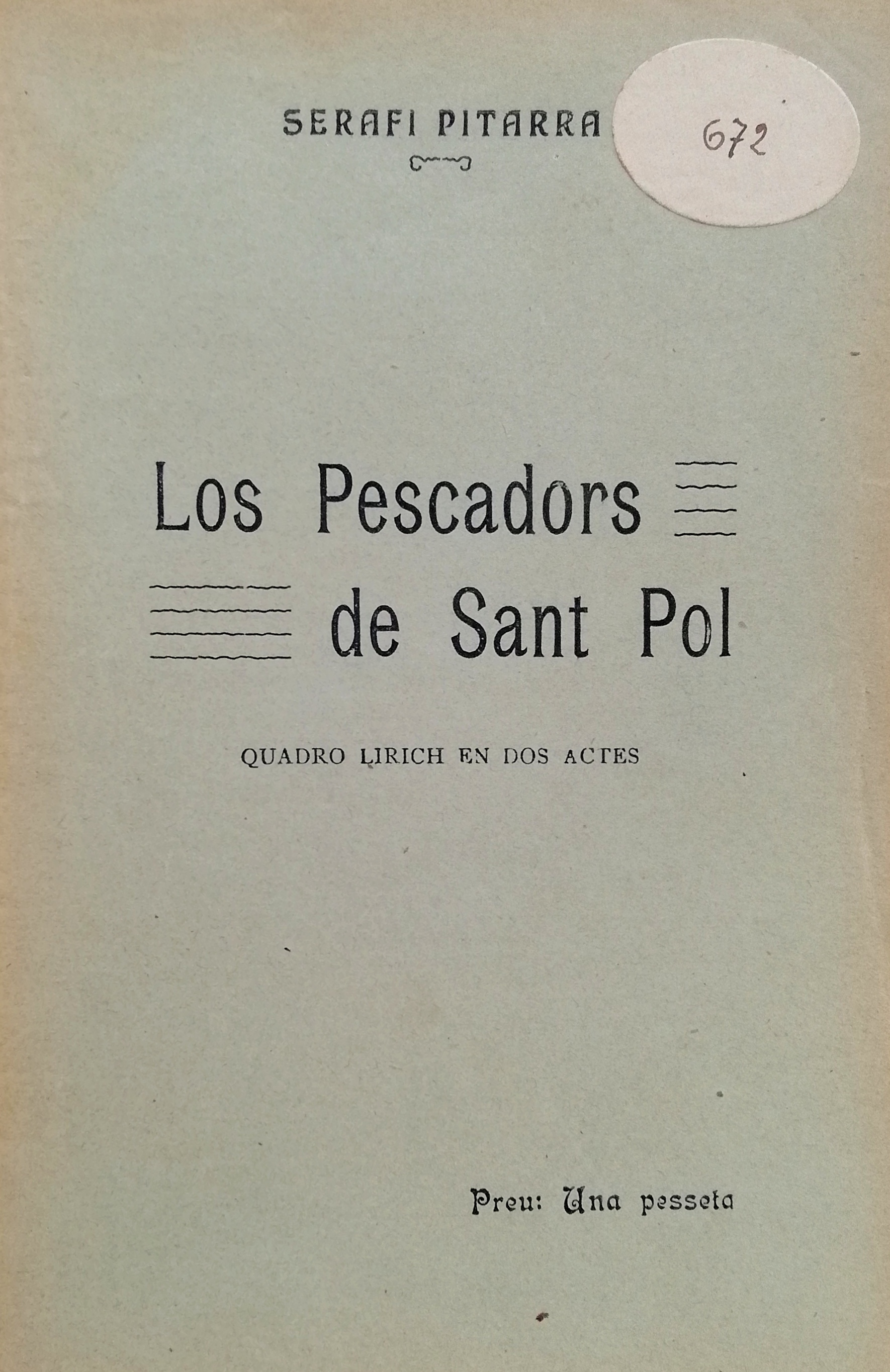
Los pescadors de Sant Pol, obra lírica en vers. Estrenada al teatre Tívoli de Barcelona l'any 1869. Llibre publicat el 1910 dins la col·lecció La Escena Catalana

- Las papallonas. Comèdia en tres actes i en vers, estrenada al Teatre Català, 9 de març de 1869.
- Las euras del mas. Drama català en quatre actes i en vers. Estrenat al Teatre Romea, el 2 d'abril de 1869.
- Los pescadors de Sant Pol. Sarsuela en dos actes, amb música de Josep Teodor Vilar. Estrenada al Teatre Tívoli, el 15 d'abril de 1869.
- Lo rovell del ou, o lo Pla de la Boquería. Sarsuela en dos actes i en vers, estrenada al Teatre Romea, el 20 d'abril de 1869.
- La bala de vidre. Comèdia en tres actes i en vers, estrenada al Teatre Romea, el 7 setembre de 1869.
- Los cántirs de Vilafranca. Comèdia en un acte i en vers, estrenada al Teatre Romea, el 12 de novembre de 1869.

1870
- Lo collaret de perlas. Drama en actes i en vers, estrenat al Teatre Romea, el 24 de març de 1870.
- La Rambla de las Flors. Quadre de costums en un acte i en vers, estrenat al Teatre Romea l'1 de juny de 1870.
- Lo veguer de Vich. Drama en tres actes i en vers, estrenat al Teatre Principal de Vic, el 31 de juliol de 1870.
- La festa del barri. Quadre de costums en dos actes i en vers, estrenat al Teatre Novedades de Barcelona, el 12 de setembre de 1870.
- Los egoistas. Comèdia en tres actes i en vers, estrenada al Teatre Romea, el 15 de desembre de 1870.

1871
- La casaca y la casulla, ó sia, un ciri trencat. Joguina en dos actes i en vers, estrenada al Teatre Romea, el 23 de gener de 1871.
- Los polítichs de gambeto. Comèdia en tres actes i en vers, estrenada al Teatre Romea, el 23 de febrer de 1871.
- Los estudiants de Cervera. Quadre de costums en dos actes i en vers, estrenat al Teatre Tívoli de Barcelona, el 3 de juliol de 1871.
- El conceller y el monarca. Drama histórico en tres actos y en verso. Estrenat al Teatre Novedades de Barcelona, el 10 d'agost de 1871.
- A posta de sol. Balada en dos actes i en vers, música de Nicolau Manent, estrenada al Teatre Novedades, la nit del 18 de setembre de 1871.
- L'apotecari d'Olot. Comèdia en tres actes i en vers. Estrenada al Teatre Romea, el 28 de setembre de 1871.
- Café y copa. Comèdia en un acte i en vers. Estrenada al Teatre Romea, el 17 d'octubre de 1871.
- Lo rector de Vallfogona. Drama en tres actes i en vers, estrenat al Teatre Romea de Barcelona, el 16 de novembre de 1871.

1872

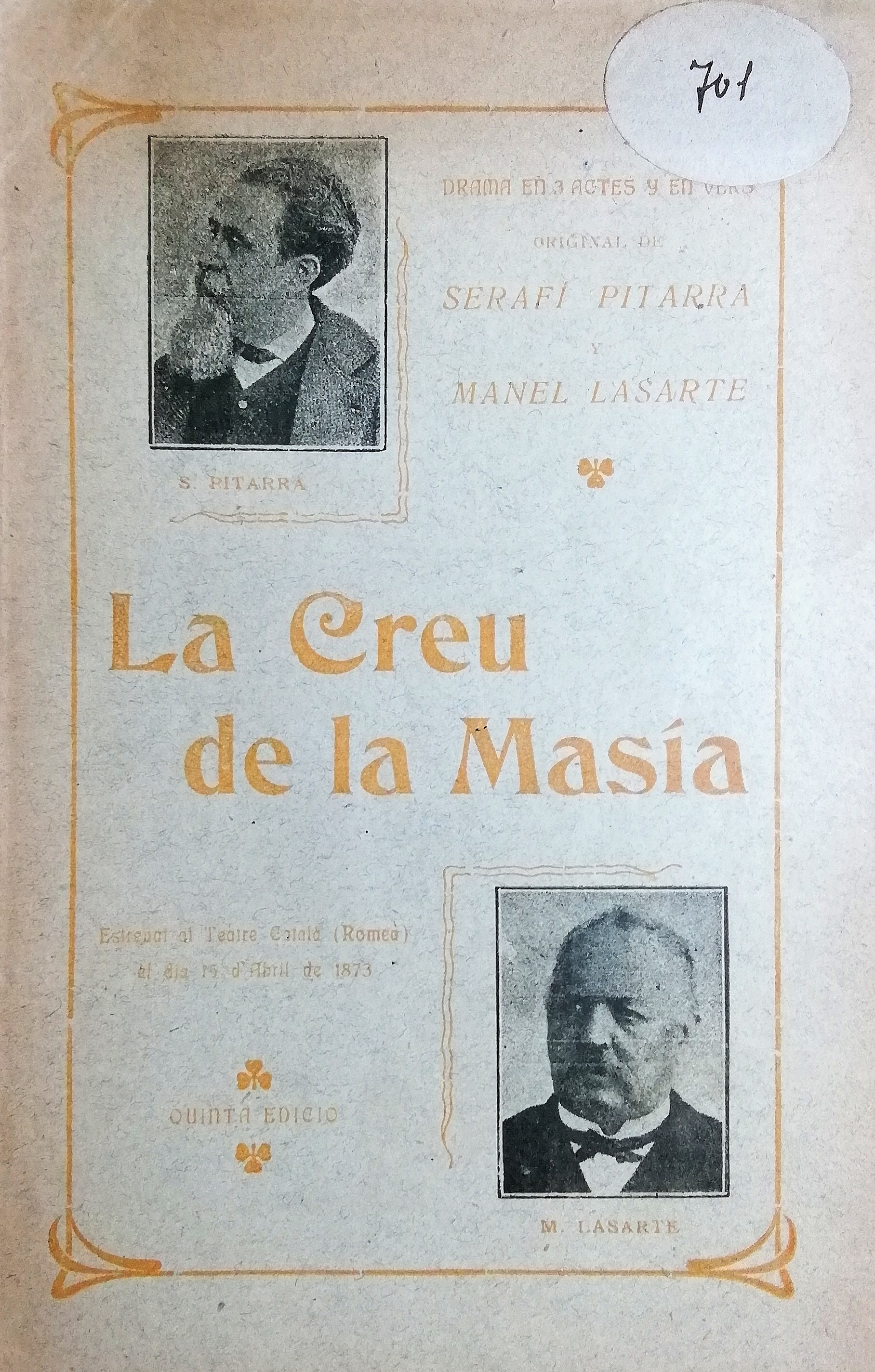
La Creu de la Masia, escrita juntament amb Manel Lasarte, estrenada l'any 1873. Llibre publicat a Barcelona l'any 1910 per La Escena Catalana

- La Creu de la Masia, escrita juntament amb Manel Lasarte, estrenada l'any 1873. Llibre publicat a Barcelona l'any 1910 per La Escena CatalanaL'ángel de la guarda. Comèdia en tres actes i en vers. Estrenada el 16 d'abril de 1872, al Teatre Romea de Barcelona.
- La fira de Sant Genís. Quadre de costums en dos actes i en vers, amb música de Nicolau Manent. Estrenat al Teatre Tívoli de Barcelona el 15 de juliol de 1872.
- La dida. Drama en tres actes i en vers, estrenat al Teatre Romea, el 28 d'octubre de 1872.
- Per carta de mes. Comèdia en un acte i en vers, estrenada al Teatre Romea.

1873
- Lo moro Benani. Pas que no ha passat en dos actes i en vers, amb música de Nicolau Manent. Estrenat al Teatre Circ Barcelonès, el 15 de març de 1873.
- La Creu de la Masía. Drama en tres actes i en vers escrit alhora amb Manel Lasarte, estrenat al Teatre Romea de Barcelona, el dia 22 (o 13 o 15) d'abril de 1873. L'acció passa en una masia de prop de la ratlla de França, l'any 1830.[12]

1874

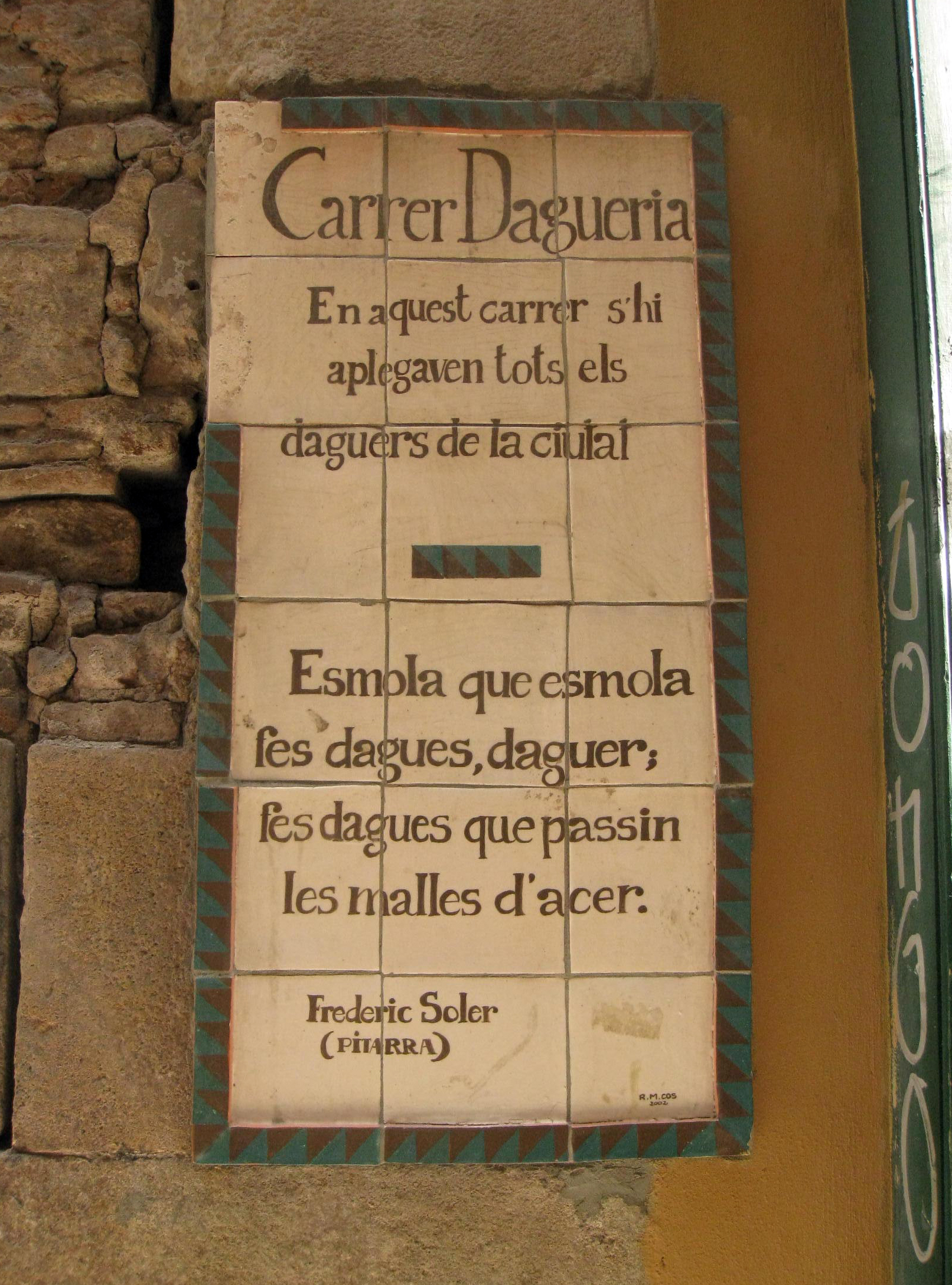
Un dels passatges més cèlebres d'El ferrer de tall, en una placa ceràmica al carrer de la Dagueria (Barcelona)

- Lo ferrer de tall. Drama en tres actes i en vers. Estrenat al Teatre Romea, el 16 d'abril de 1874. (Publicat per Adesiara editorial, Martorell, 2020).
- Lo sagristá de Sant Roc. Quadre de costums en dos actes i en vers, amb música de Nicolau Manent. Estrenat al Teatre Tívoli de Barcelona, el 20 de juny de 1874.

1875
- La filla del marxant. Drama en tres actes i en vers, escrit en col·laboració de Josep Feliu i Codina. Estrenat al Teatre Romea de Barcelona el 14 de gener de 1875.
- Lo jardí del general. Quadre de costums en un acte i en vers, estrenat al Teatre Romea, el 18 novembre de 1875.

1876
- Lo didot. Comèdia en tres actes i en vers, estrenada al Teatre Romea, el 3 de gener de 1876.
- Lo plor de la madrastra. Drama històric en quatres actes i en vers, estrenat al Teatre Romea, el 4 d'abril de 1876.

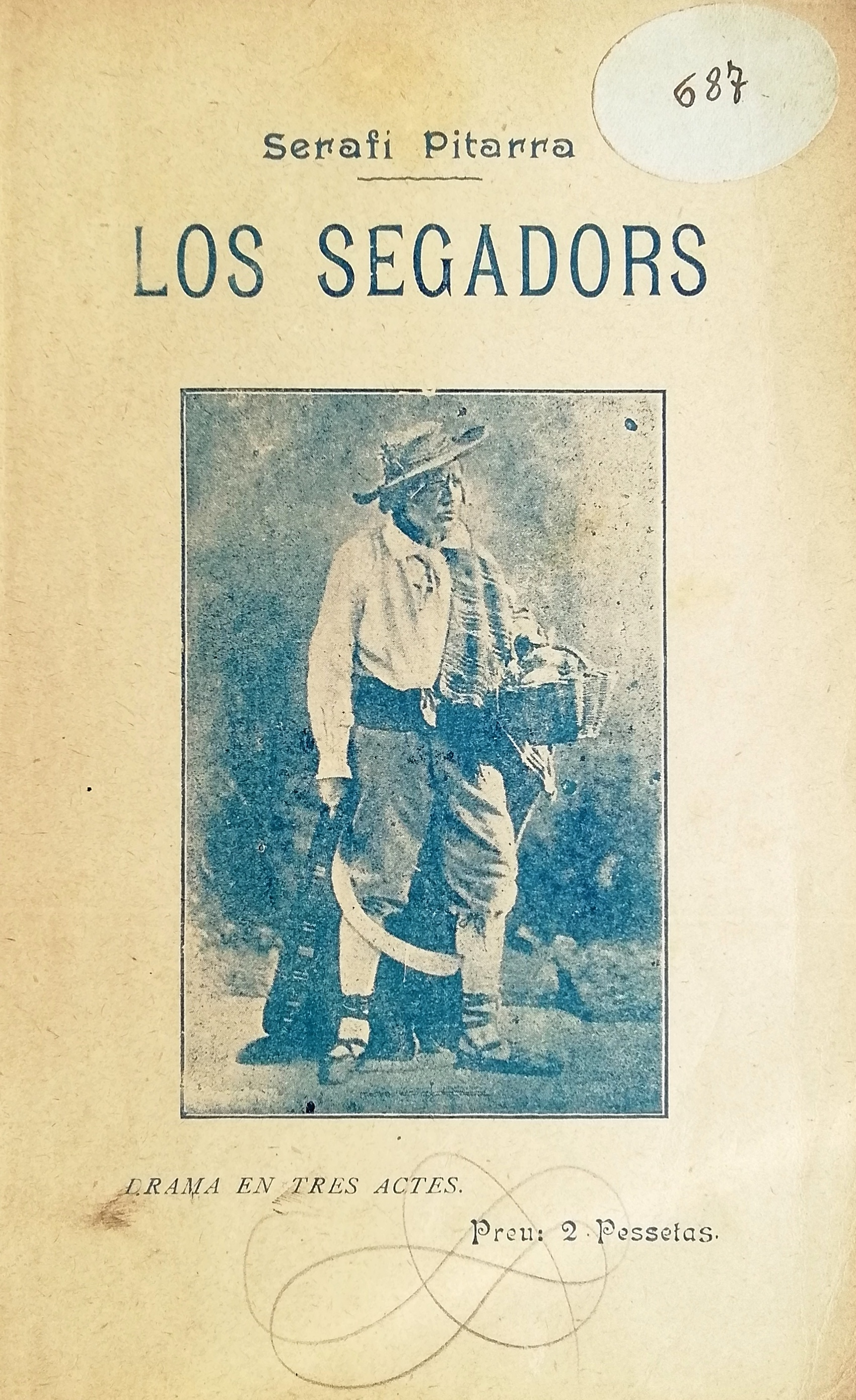
Los Segadors de Serafí Pitarra, obra teatral en vers estrenada l'any 1876 al teatre Romea. Llibre publicat a Barcelona l'any 1907 al setmanari La Escena Catalana

- Los Segadors de Serafí Pitarra, obra teatral en vers estrenada l'any 1876 al teatre Romea. Llibre publicat a Barcelona l'any 1907 al setmanari La Escena Catalana Los segadors. Drama històric en tres actes i en vers, estrenat al Teatre Romea, el 19 d'octubre de 1876.
- Cura de moro. Comèdia en un acte i en vers. Estrenada al Teatre Romea, el 7 de desembre de 1876.

1877
- Senyora y majora. Comèdia en tres actes i en vers, estrenada al Teatre Romea de Barcelona, el 22 de febrer de 1877. L'acció té los a les acaballes del segle xviii, a la muntanya de Catalunya.[13][14]
- L'hostal de la Farigola. Comèdia en tres actes i en vers, estrenada al Teatre Romea, el mes de maig de 1877.
- Lo ret de la Sila. Comèdia en un acte i en vers, estrenada al Teatre Romea, el 12 de desembre de 1877.

1878
- Lo contramestre. Drama en tres actes, estrenat al Teatre Romea, el 8 de gener de 1878.
- La campana de Sant Llop. Comèdia en dos actes i en vers, estrenada al Teatre del Bon Retir, el 3 d'agost de 1878.

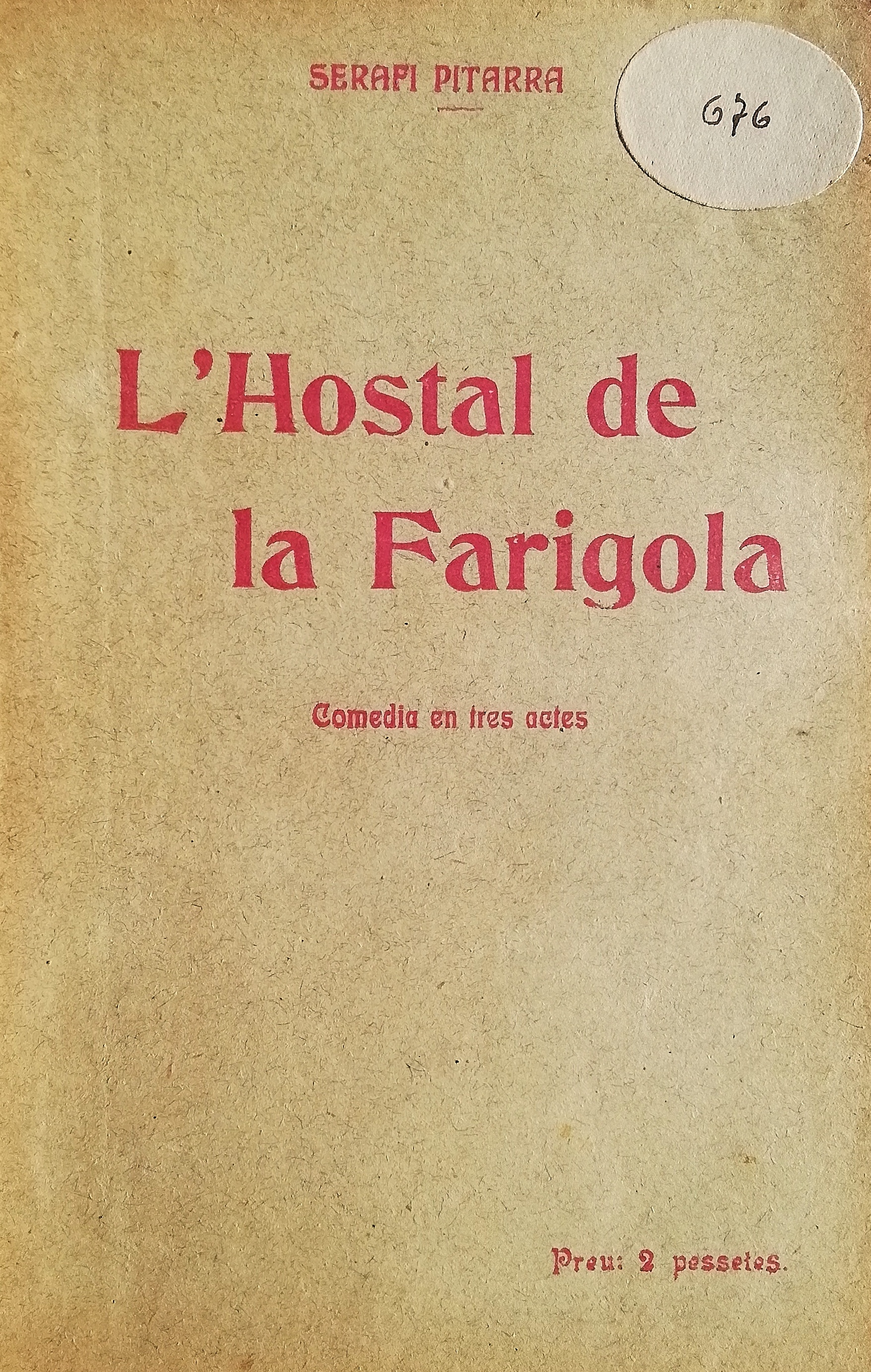
Comèdia en tres actes L'Hostal de la Farigola estrenada al Teatre Català (Romea) l'any 1878. Publicada a Barcelona l'any 1912 dins la col·lecció La Escena Catalana

- Comèdia en tres actes L'Hostal de la Farigola estrenada al Teatre Català (Romea) l'any 1878. Publicada a Barcelona l'any 1912 dins la col·lecció La Escena Catalana L'Hostal de la Farigola. Comèdia en tres actes, estrenada al Teatre Català (Romea) l'any 1878.

1879
- La ma del anglés. Comèdia en tres actes i en vers, en col·laboració de Josep Feliu i Codina i Joan Molas i Casas. Estrenada al Teatre Romea, el 8 de desembre de 1879.

1880
- Lo forn del rey. Drama en tres actes i en vers. Estrenat al Teatre Romea, el 23 de març de 1880.
- Lo dir de la gent. Comèdia en tres actes i en vers. Estrenada al Teatre Romea, el 9 de novembre de 1880.

1882
- La banda de Bastardia. Poema dramàtic en tres actes i en vers, precedit d'un proemi. Estrenat al Teatre Romea, el 25 d'abril de 1882.
- Lo timbal del Bruch. Drama en quatre actes i en vers. Estrenat al Teatre Romea, el 7 de novembre de 1882.

1883
- Lo llibre del honor, en col·laboració de Manuel Mata i Maneja. Tragèdia en tres actes i en vers. Estrenada al Teatre Romea, el 2 d'octubre de 1883.
- Les peres a quarto. Peça en un acte. L'acció passa a la Barcelona de l'any 1846. Estrenada al Teatre Català (Romea), la nit del 20 de març de 1883. Publicada per Casa Editorial de Teatre (Bonavia i Duran, Impressors) l'any 1915.

1884
- Lo trinch del or. Comèdia en quatre actes. Estrenada al Teatre Romea, el 21 d'octubre de 1884.

1885

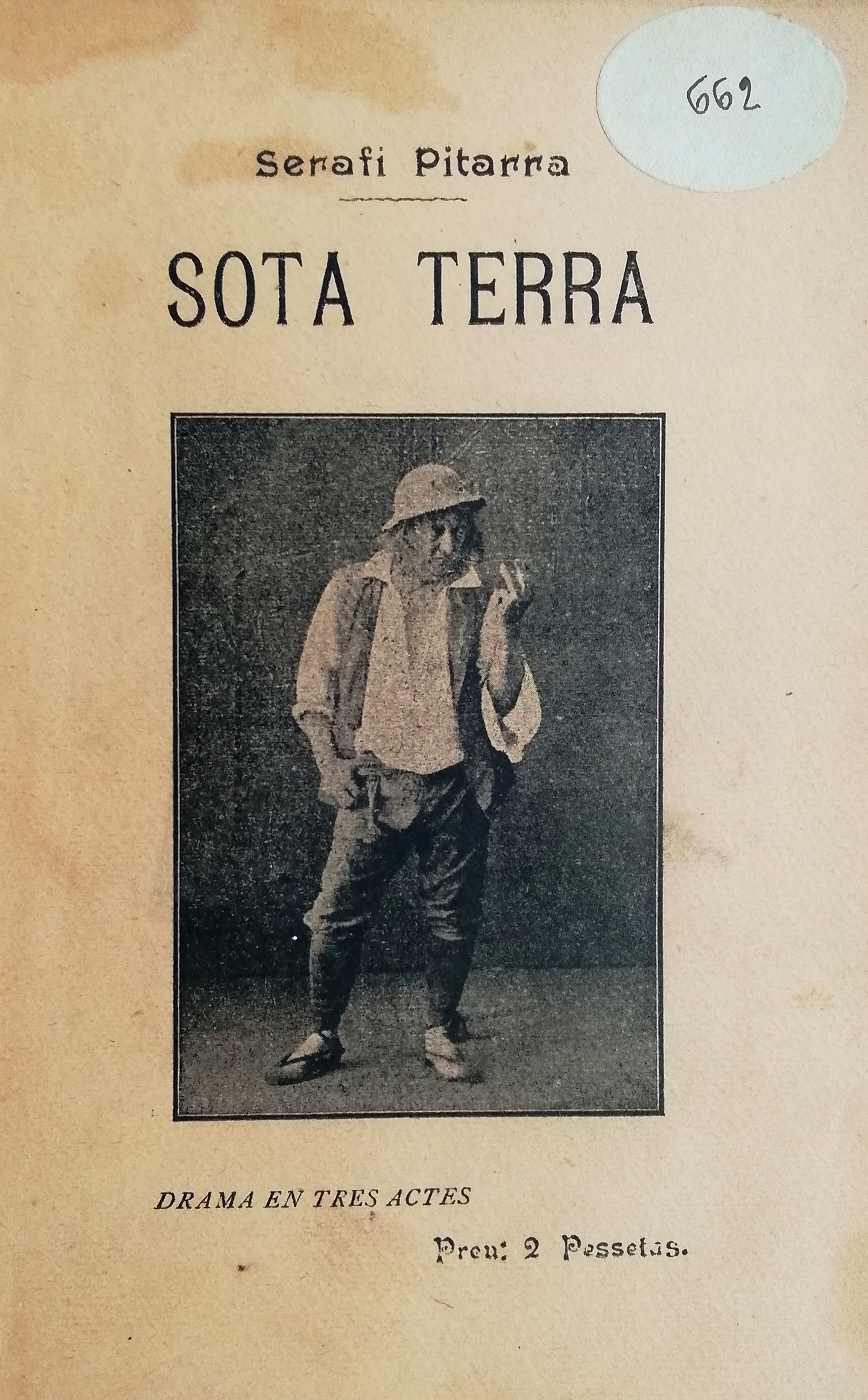
Sota Terra, drama en tres actes escrita en vers, estrenada al teatre Romea de Barcelona l'any 1885

- Sota Terra, drama en tres actes escrita en vers, estrenada al teatre Romea de Barcelona l'any 1885Sota terra. Drama en tres actes, estrenat al Teatre Romea, el 29 de gener de 1885.
- La ratlla dreta. Drama en tres actes i en vers, escrit en col·laboració de Josep Martí Folguera, estrenat al Teatre Romea, el 15 d'octubre de 1885.
- El cercado ajeno. Drama en tres actes i en vers.

1886
- Lo pubill. Drama en tres actes i en vers. Estrenat al Teatre Romea, el 15 d'abril de 1886.
- Lo rústic "Bertoldo", en col·laboració de Joan Molas i Casas. Farsa grotesca en quatre actes i en vers. Estrenada al Teatre Romea, el 2 de maig de 1886.
- Lo lliri d'aygua. Balada en tres actes. Estrenada al Teatre Romea, el 21 de maig de 1886.
- L'hereuhet. Comèdia en tres actes i en prosa, estrenada al Teatre Romea, el 7 d'octubre de 1886.

1887
- Batalla de reynas. Drama històric en tres actes i en vers, estrenada al Teatre Romea, el 25 de gener de 1887.
- La vivó del estornell. Quadre de costums en un acte i en vers, estrenat al Teatre Romea, l'1 de març de 1887.
- 100.000 duros. Drama en tres actes i en vers, en col·laboració amb Josep Martí Folguera. Estrenat al Teatre Romea el 31 de març de 1887.
- Bertoldino. Farsa grotesca en quatre actes i en vers, amb la col·laboració de Josep Feliu i Codina i de Joan Molas i Casas. Estrenada al Teatre Romea, el 8 de maig de 1887.
- La bruixa. Tragicomèdia en quatre actes i en vers, estrenada al Teatre Romea, l'11 d'octubre de 1887.
- La pena de mort. Drama en tres actes i en vers, en col·laboració amb Josep Martí Folguera. Estrenat al Teatre Romea, el 29 de novembre de 1887.

1889
- Judas de Keriot. Poema dramàtic. Estrenat al Teatre Romea de Barcelona el 15 d'abril de 1889.[15][16]
- La carta de navegar. Comèdia en tres actes i en vers. Estrenada al Teatre Romea de Barcelona, el dia 22 d'octubre de 1889.
- Lo monjo negre. Llegenda tràgica en tres actes i en vers. Estrenada al Teatre Romea de Barcelona, el 28 de novembre de 1889.

1890
- La dona y la baylerina. Comèdia en un acte i en vers. Estrenada al Teatre Romea de Barcelona, el dia 3 d'octubre de 1890.
- Lo teatro per dins. Comèdia en dos actes i en vers. Estrenada al Teatre Romea de Barcelona, el dia 29 de desembre de 1890.

1891
- La mort d'en Fontova. Vetllada necrològica dedicada a Lleó Fontova. S'estrena al Teatre Romea el 29 de gener de 1891.
- La rondalla del infern. Drama històric en tres actes i en vers. Estrenat el Teatre Romea de Barcelona, el 5 de febrer de 1891.
- Lo Bressol de Jesús o En Garrofa y en Pallanga (versió dels Pastorets de Pitarra). Estrenats el 21 de desembre de 1891, al Teatre Romea de Barcelona.

1892
- Barba-roja. Drama en tres actes, estrenat al Teatre Romea de Barcelona, el dia 21 d'abril de 1892.
- L'infern a casa. Comèdia dramàtica, estrenada al Teatre Romea, l'11 de novembre de 1892.

1893
- Or. Tragicomèdia en tres actes i en vers. Estrenada al Teatre Romea de Barcelona, el 14 d'abril de 1893.
- Lo moro de las pantoflas.
- La mort d'en Zorrilla.
- La mosca al nas.
- Las claus de Girona. Drama en tres actes, estrenat al Teatre Romea de Barcelona, el 18 de desembre de 1893.

1894
- Jesús. Estrenada al Teatre Romea de Barcelona; darrera obra estrenada en vida.[7]
- Lo nen de casa.

1900
- Lo Comte l'Arnau. Llegenda dramàtica en un pròleg i dos actes. Estrena pòstuma a la mort de l'autor, al Teatre Romea de Barcelona, el 8 de gener de 1900.

1912
- Lo campanar de Palma. Drama en tres actes. Estrena pòstuma a la mort de l'autor, al Gran Teatre Espanyol de Barcelona, el dia 5 d'octubre de 1912.

## Altres obres
- L'últim trencalós (1864), poema satíric que es pot llegir a la biblioteca virtual Joan Lluís Vives.
- Cuentos del Avi (1867).( llegiu-lo)

## Llocs vinculats

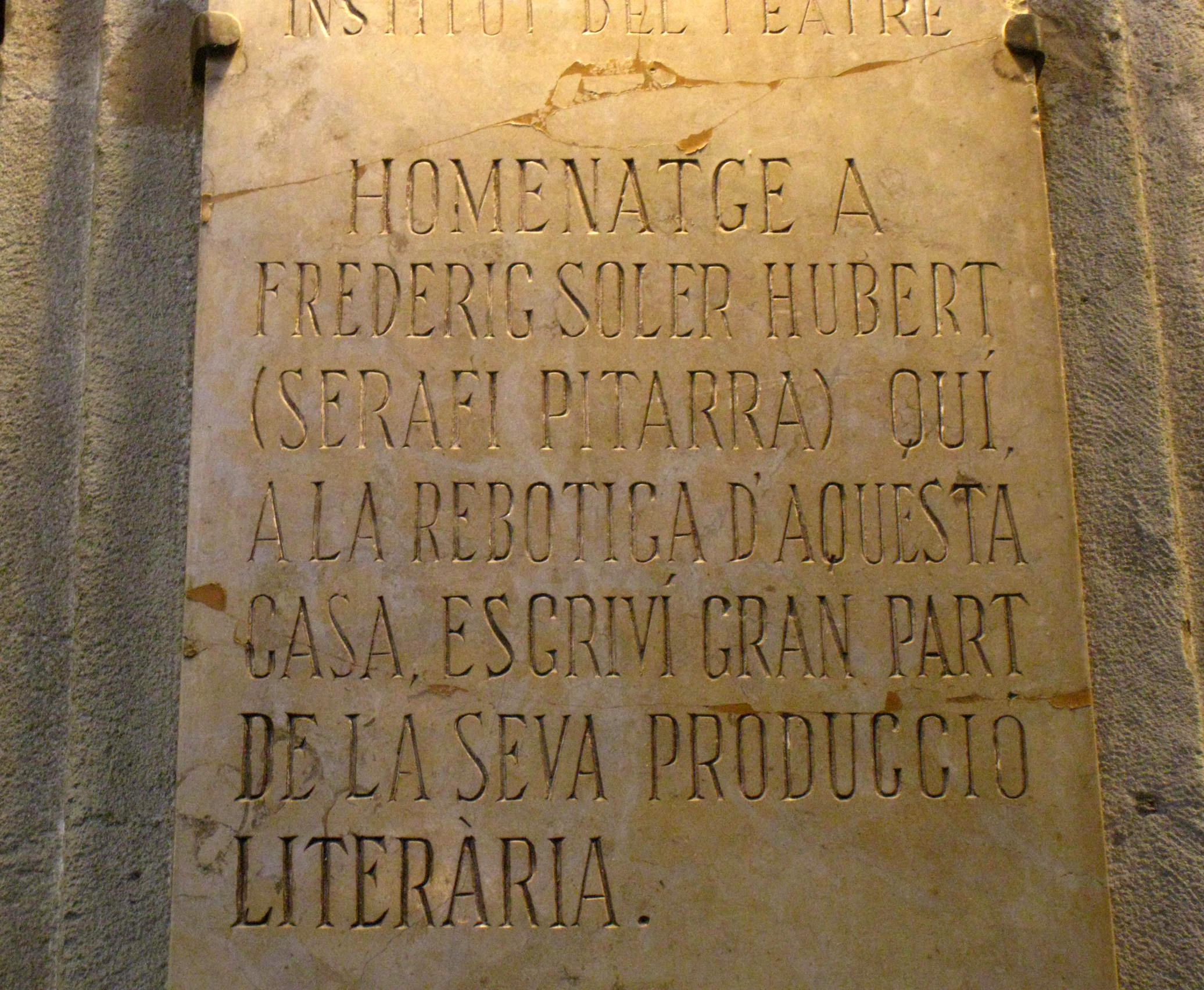
Placa commemorativa al carrer d'Avinyó, 56 (Barcelona), a la rebotiga de la qual Pitarra «escriví gran part de la seva producció literària».

- Casa natal: al carrer del Cremat Gran, 19 (Barcelona), darrere del Museu Picasso.
- Rellotgeria del seu oncle Carles Hubert i seva: al carrer d'Avinyó 56, davant del carrer Gignàs, actualment Restaurant Cal Pitarra. S'hi conserva la rebotiga on es reunia amb altres escriptors i artistes, escrivia i on hostatjava convidats com José Zorrilla.
- Antic Teatre Odeon: al carrer de l'Hospital, 45 (Barcelona).
- Teatre Romea: al carrer de l'Hospital, 51 (Barcelona).
- Mas Frederic Soler o Can Pitarra, mas a Campins, on construí un habitatge i hi passà llargues temporades.
- Mas Pitarra a Cervelló: Can Pitarra (Cervelló), que és una obra del municipi de Cervelló (Baix Llobregat) inclosa en l'Inventari del Patrimoni Arquitectònic de Catalunya.
- Domicili i casa on morí: al carrer del Carme 64 (Barcelona).
- Monument a Frederic Soler: a la plaça del Teatre (Barcelona).
- Centre Cultural Serafí Pitarra: al carrer Raval, 43 d'Hostalric (La Selva).

## Fons
El seu fons es conserva al Centre de Documentació i Museu de les Arts Escèniques i consta part de les seves obres, a banda de documents personals i administratius. A més a més també hi trobarem fotografies i correspondència.